# Carmen París
María del Carmen París Mondaray (Tarragona, 18 de septiembre de 1966), más conocida como Carmen París, es una cantante y compositora española. Su estilo es una mezcla de ritmos, fusiona la jota aragonesa, el jazz, la música andalusí y el flamenco.

## Biografía
Nacida en Tarragona, pasó su infancia en la localidad zaragozana de Utebo.
A mediados de los 90 puso en marcha un espectáculo de cabaret llamado Carmen Lanuit, escrito por Alfonso Plou, y es contratada en la mítica sala Moroco de Madrid. Carmen estudió canto, piano, guitarra, violonchelo, armonía y solfeo en el conservatorio de Zaragoza, estudios que compaginó con la carrera de Filología Inglesa y su trabajo de cantante en la orquesta Jamaica, grupo con el que se curtió con actuaciones en las que no renunciaba al blues.
Con este propósito, se rodeó de músicos de jazz y flamenco como Chano Domínguez, Guillermo McGill o Javier Colina, junto a los cuales grabó la versión original de ‘Pa´ mi genio’, una maqueta que le abrió las puertas de su primer contrato discográfico.

## Primeros proyectos

### Orquesta Jamaica
Fue precisamente cantando en misa donde los músicos de la Orquesta Jamaica la descubrieron y decidieron hacerle una prueba, tras la que la aceptaron inmediatamente. Con esta orquesta y teniendo aún diecisiete años, se recorrió gran parte de España y de las fiestas de pueblo haciendo sesiones dobles y actuando en bodas, bautizos, comuniones, etc.

### Carmen Lanuit, un musical diferente
En 1991, el dramaturgo Alfonso Plou compuso para Carmen el musical Carmen Lanuit: un cabaret moderno en el que la artista era la única protagonista y cantaba, bailaba y mostraba también sus dotes de actriz. El argumento narra la vida y evolución de una artista de variedades imaginada del siglo XX conjugando el humor con una parte mucho más emocional y conmovedora. Con esta obra actuó de nuevo en ciudades de todo el país y fue muy aclamada por la crítica. 
En septiembre de 2013 volvió a retomar esta obra y ofreció tres únicas funciones en el Teatro de Las Esquinas de Zaragoza. En esta ocasión se acompañó de Coco Fernández al piano y del Joaquín Murillo al saxo.

## Discografía

### Pa' mi genio(Warner, 2002)
Supone el debut nacional en solitario, tras más de dos décadas encima de las tablas. Vendió más de 40.000 copias y recibió el premio al Mejor Álbum de Música Tradicional (Premios de la Música 2003). Pa mi genio es, en definitiva, una explosión de genio, el autorretrato de una mujer a la que la vida ha enseñado a creer en sus (muchas) posibilidades, pero ella lo explica con otras palabras: "Es un disco por bemoles".

### Jotera lo serás tú(Warner, 2005)
Segundo disco de estudio. Un disco en el que acerca la jota a diversos patrones sonoros: varios aires de América del Sur, aromas mediterráneos, cadencias árabes y ritmos andalusíes.
Javier Ruibal, Eliseo Parra, Mercedes Ferrer, Juan Manuel Cañizares, Jorge Pardo y Diego del Morao colaboran en Jotera lo serás tú, álbum producido por el percusionista Tino di Geraldo. 

### InCubando(Warner, 2008)
El tercer trabajo, se titula InCubando. Carmen escribió el disco en La Habana (Cuba), lugar donde permaneció 4 meses, pero se grabó en el madrileño barrio de Lavapiés. 
InCubando continúa hallando aliento en la jota aragonesa, pero con tantos matices y transgresiones como suelen ser habituales en su autora. La presencia de los ritmos influyentes de Cuba es, desde luego, la principal novedad de este nuevo disco. 
InCubando cuenta con la colaboración, entre otros, de Ludmila Mercerón, Santiago Auserón y Haydée Milanés (hija de Pablo Milanés), con quien "jotea" un poema de José Martí. 
InCubando ha sido premiado como Mejor Álbum de Fusión (Premios de la Música 2009).

### Ejazz con Jota(Producciones Parisinas, 2013)
El cuarto trabajo discográfico de la artista aragonesa conjuga lo mejor de cada estilo: la fuerza de expresión y el brillo de las melodías de la jota con la riqueza armónica y rítmica del jazz.
Un disco, grabado en Boston con la Concert Jazz Orchestra de Greg Hopkins -una big band formada por 16 músicos de reconocimiento internacional- con George Garzone y Joel Rosenblatt como invitados especiales, en el mítico estudio Blue Jay.
Una Obertura Gigante y 11 canciones conforman Ejazz con Jota. Letras cantadas en inglés -y en español- para que la Jota sea escuchada y comprendida en el mundo entero.
La internacionalización de la Jota es el nuevo objetivo de Carmen París.
En 2014 se publicó una edición internacional de este disco con todo el arte del disco renovado y traducido al inglés para su mejor difusión. Esta edición incluye además un tema inédito titulado Por favor, por amor.

## Colaboraciones
Ha participado en numerosos recopilatorios, entre ellos los discos de homenaje a Joaquín Sabina (Entre todas las mujeres) y a Pablo Neruda (Neruda en el corazón). También ha colaborado para el disco de duetos de Armando Manzanero, en el disco Clases de baile de Aurora Beltrán, también con Olga Román en Olga Román 2 y en el disco de Sergio Dalma A buena hora. Su última colaboración ha sido en el disco de duetos homenaje a María Dolores Pradera Gracias a Vosotros Vol. II.

## Proyectos
Siempre se ha involucrado en la lucha por los derechos humanos, ha colaborado con la Plataforma de Mujeres Artistas, mediante la que visitó Palestina durante las navidades de 2004 y 2006. Además, ha estado en Moscú, Bulgaria, Marruecos con el Instituto Cervantes.

### Dos Medinas Blancas
En 2015, el Festival Pirineos Sur estableció un proyecto de cooperación con el festival marroquí L’Boulevard en el que Carmen París creó un espectáculo completo con la joven cantante marroquí Nabyla Maan. Ambas artistas trabajan a partir de las músicas tradicionales de sus respectivas regiones pero fusionándolas con elementos más contemporáneos. 
El espectáculo se estrenó en agosto en Pirineos Sur con gran acogida de la crítica. Posteriormente actuaron en L'Boulevard y continuaron la gira por otras ciudades de España y Marruecos.

### En Síntesis
En 2016, Carmen París estrena un nuevo formato de espectáculo En Síntesis, que celebra los treinta años de carrera profesional de la cantante. Esta modalidad de concierto reúne canciones pertenecientes a los cuatro discos de la cantante junto con algunas de las versiones y canciones que ha compuesto para cine, como la Nana del Caballo Grande para La Novia de Paula Ortiz.
En este caso la formación es un trío: la artista se acompaña al piano del músico uruguayo Diego Ebbeler y de la percusión del músico madrileño-parisino Jorge Tejerina.

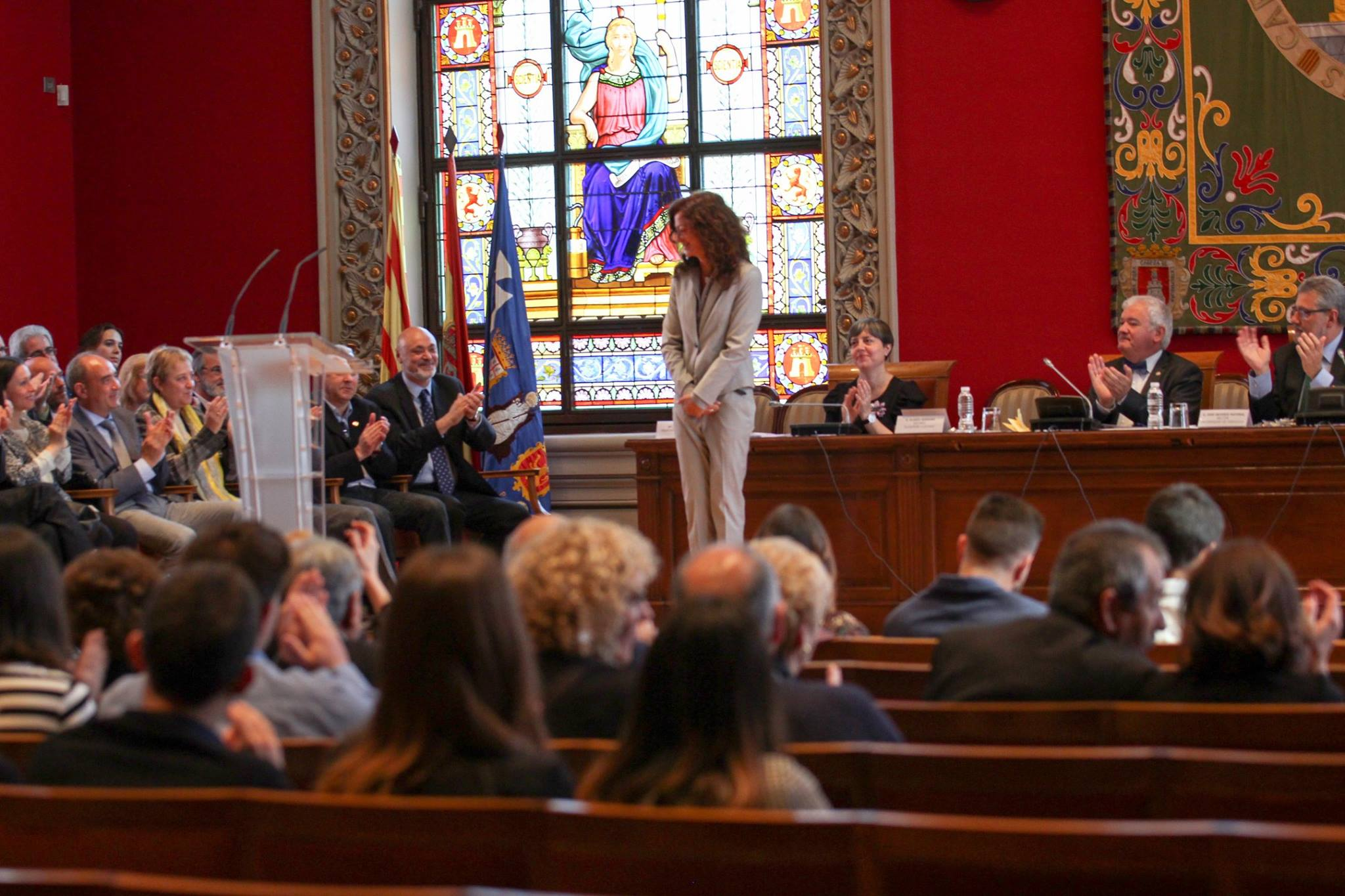
Carmen París en el momento de recibir su galardón como Alumna distinguida de la Facultad de Filosofía y Letras de la Universidad de Zaragoza, en acto solemne, el día 21 de abril de 2017.

## Premios
| Año  | Premio | Categoría                                                |
| ---- | --- | -------------------------------------------------------- |
| 2002 | Premios Sabina | Premio Sabina de Planta por su trayectoria profesional   |
| 2003 | Premios de la Música | Mejor álbum de música tradicional por Pa' mi genio       |
| 2003 | Premios de la Música Aragonesa | Mejor disco por Pa' mi genio                             |
| 2003 | Premios de la ciudad de Zaragoza | Aragonesa del año 2003                                   |
| 2006 | Premios de la Música | Mejor álbum de música tradicional por Jotera lo serás tú |
| 2009 | Premios de la Música | Mejor álbum de fusión por Incubando                      |
| 2006 | Premios de la Música Aragonesa | Mejor disco por Jotera lo serás tú                       |
| 2009 | Premios de la Música Aragonesa | Mejor solista                                            |
| 2009 | Premios de la Música Aragonesa | Mayor difusión 2009 por Incubando                        |
| 2009 | Reconocimientos de la ciudad de Zaragoza | Medalla Defensor de Zaragoza 2009                        |
| 2014 | Premios Pirineos Sur | Premio a la Diversidad Cultural                          |
| 2014 | Premios de la Música Aragonesa | Mejor Álbum por Ejazz con Jota                           |
| 2014 | Premios del Ministerio de Cultura | Premio Nacional de las Músicas Actuales                  |
| 2016 | Premios Labordeta | Premio de Las Artes                                      |
| 2017 | El 21 de abril de 2017, en el Paraninfo de la Universidad de Zaragoza, le fue concedido el galardón de Alumna distinguida de la Facultad de Filosofía y Letras, en el marco de la solemnidad del patrón universitario, San Isidoro de Sevilla. |                                                          |